# بورن تو داي (أغنية لانا دل راي)
تعديل مصدري - تعديل  
بورن تو داي (بالإنجليزية: Born To Die) (بالعربية: ولدنا لنموت) هي أغنية للمغنية وكاتبة الأغاني الأمريكية لانا دل راي مِن ألبومها الثاني الذي يحمل العنوان نفسه، أُطلَقتْ شركة إنترسكوب ريكوردز الأغنية كثاني أغنية منفردة مِن الألبوم في 30 ديسمبر 2011. تُعتبر الأغنية موسيقياً قصيدة شعرية تتحدث عن تنبؤ لانا دل راي بمصير علاقةٍ مُهلِكة والتي تنتهي بالموت، ولذلك قارن النقاد بين كلمات الأغنية وأعمال الموسيقار البريطاني جون باري. تفاوت النقاد في آراءهم حول الأغنية واعتبروها مشابهة لأغنية «Video Games». حققتْ الأغنية نجاحاً تجارياً حيث وصلتْ للمراكز العشر الأولى في قوائم مبيعات 9 دول. الفيديو كليب المُصاحب للأغنية مِن إخراج يوان ليموين ويُصوّر الفيديو العلاقة المضطربة بين لانا دل راي وحبيبها الذي يلعب دوره برادلي سويليو وينتهي مصير لانا دل راي فيها بالموت. نال الفيديو استحسان النقاد وفاز بجائزة «أفضل فيديو بوب دوليّ» في حفل جوائز الموسيقى البريطانية للفيديو كليب حيث تفوق بذلك على فيديو أغنية «Blue Jeans» وفيديو أغنية «نشيد وطني» اللذان ترشحا أيضاً وتخطّتْ أعداد مشاهدات الفيديو الـ 220 مليون مشاهدة على يوتيوب.

## الموسيقى والكلمات
الأغنية مِن كتابة لانا دل راي وجاستن باركر وإنتاج إيميل هايني، وتُصنّف موسيقياً كقصيدة شعرية تتحدث عن تنبؤ لانا دل راي بمصير علاقةٍ مُهلِكة والتي تنتهي بالموت، وتفتتح لانا دل راي كلمات الأغنية بقولها: «يا قدمي لا تخذليني الآن/ خذيني إلى خطِ النهاية/ قلبي ينفطر في كل خطوة أمشيها/ غير أن أملي أنّه - عند البوابات - سيقولون إنّك لي». قالت لانا دل راي أن الأغنية تتحدث عن ‘‘تقدير الحب الحقيقيّ وعيش الحياة بجموح’’ وهو ما تُعبر عنه المُغنية في إحدى مقاطع الأغنية التي تقول: «هلمّ لنتمشى في الجانب الموحش/ دعني أقبّلك بقوة في المطر الغزير/ فأنت تحب فتياتك مجنونات»، تتضمن النسخة الأصلية التي لم تُصدر اختلافاً في المقطع الأخير حيث تُغني المغنية في النسخة الأولى: «دعني أعاشرك بقوة في المطر الغزير». قارن النقاد بين كلمات الأغنية وأعمال الموسيقار البريطاني جون باري تحديداً في موسيقى فيلم ذهب مع الريح (1939) وموسيقى فيلم ويسترن (1997) وتتضمن الأغنية مقطعاً صوتياً لأغنية "Long Road" للمغني ليزلي ويست.

## آراء النقاد
تفاوت النقاد في آراءهم حول الأغنية، فأثنى روبرت كوبسي الكاتب في مجلة Digital Spy الإلكترونية على الأغنية وكتب: ‘‘لقد اعتقدنا أنه سيكون شبه مستحيل أن تتفوق أغنية أخرى للانا دل راي على أغنية «Video Games» لكن أغنيتها الجديدة تخطّتْ التي سبقتها’’، وكتبتْ لورا سنايبز الكاتبة في مجلة NME الإلكترونية أن الأغنية ‘‘بنفس بنيّة أغنية «Video Games» لكنها لا تزال رائعة’’، ووصف غرادي سميث الكاتب في مجلة Entertainment Weekly الأغنية بأنها ‘‘جميلة وقاسية’’، وقال آرون سبنسر تشارلز الكاتب في صحيفة Metro البريطانية أن إيقاع الأغنية ‘‘بطيء لكن قويّ، كما نلاحظ أن لانا دل راي تُغني وسط عزف للأوركسترا حيث تخلق نبرة صوتها جواً حزيناً وعاطفياً بشكلٍ جيد’’ ووصف تيم لي الكاتب في musicOMH الأغنية بأنها مطابقة لأغنية «Video Games» لكن يتخللها إيقاع أكبر وأضاف الكاتب: ‘‘لقد عثر وكلاء أعمالها على معادلة تَدّر عليهم المال’’.

## فيديو كليب

### خلفية

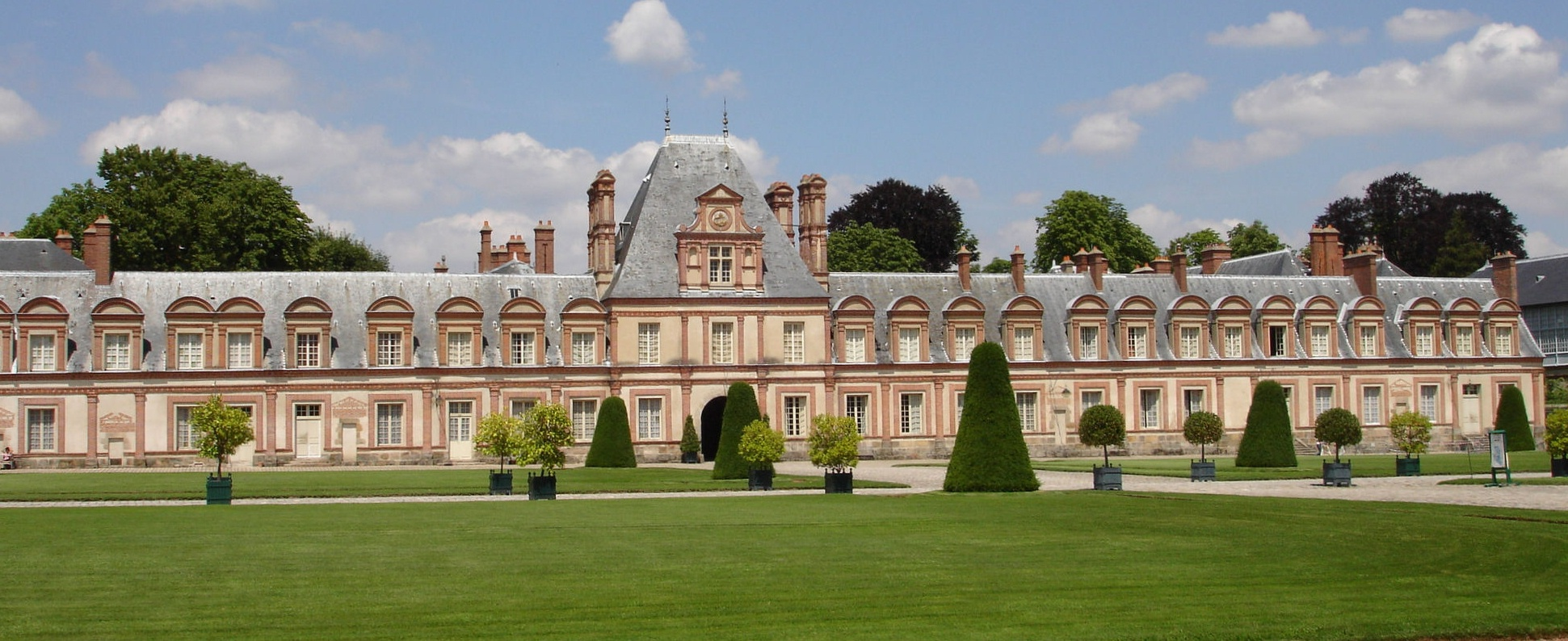
جرى تصوير بعض مشاهد الفيديو في قصر فونتينبلو في فرنسا.

الفيديو كليب المُصاحب للأغنية مِن إخراج يوان ليموين بناءً على فكرة لانا دل راي ويُصوّر الفيديو العلاقة المضطربة بين لانا دل راي وحبيبها الذي يلعب دوره برادلي سويليو وينتهي مصير لانا دل راي فيها بالموت. صرّحتْ لانا دل راي أنها كتبتْ فكرة الفيديو تحت عنوان «الملكة الوحيدة»، وكان يُفترض أن تقع أحداث الفيديو في الجنة وتحديداً في قصر روماني بينما تروي البطلة ذكرياتها مع حبيبها، غير أن المخرج أخذ فكرة لانا دل راي وأعاد ابتكارها وقالتْ المغنية أنها كانت راضية عن النتيجة. حظيَ فيديو كليب الأغنية بميزانيةٍ كبيرة وإنتاجٍ كبير على عكس أعمال لانا دل راي السابقة وجرى تصوير بعض مشاهده في قصر فونتينبلو في فرنسا، كما كشفتْ لانا دل راي في مقابلة مع صحيفة ذا صن البريطانية أنها ستقوم باستعمال نمور في إحدى مشاهد الفيديو، وقالتْ أيضاً: ‘‘لم يكن مسموحاً لي بالتواجد لوحدي مع النمر لأسبابٍ واضحة، لقد كانت تجربة مميزة’’. سُرّب الفيديو على الإنترنت في 14 ديسمبر 2012 قبل موعد عرضه الرسميّ مما دفع بلانا دل راي لإصدار بيان رسميّ على حسابها على فيسبوك جاء فيه: ‘‘إن هذا الفيديو هو أجمل شيء قمتُ به على الإطلاق وأتمنى أن يُعجبكم، لكن هذه لم تكن الطريقة المناسبة ولا الوقت المناسب الذي كنتُ أريد فيه عرض الفيديو’’. نال برادلي سويليو دوره في عندما قام أرمن جرهاين بتصويره لمقابلة مع مجلة The Wild وكان أرمن جرهاين يعرف يوان ليميون وقام بتعريف الاثنين بعضهما البعض ولم يلتقي برادلي سويليو بلانا دل راي حتى يوم التصوير ووصفها لاحقاً بأنها ذات شخصية رائعة، كما أجرى برادلي سويليو الكثير مِن المقابلات حول دوره في الفيديو، فسُئِل في مقابلة مع مجلة بيلبورد ما إن تقاربه مع لانا دل راي قد سبب له انتصاباً في القضيب وأجاب: ‘‘الجميع يسأل هذا السؤال لكن هذا لم يحدث أبداً!، لأني كنتُ محاطاً بطاقم العمل الذي يصرخ فينا ويحدق فينا’’ وقال في مقابلة مع إم تي في: ‘‘أنا ألعب دور حبيبها، ويمكنكم أن تروا أن هناك جانبان لعلاقتنا، ففي إحدى المشاهد أقبّلها وفي مشهد آخر أقوم بتصويب مسدس على رأسها. إنها علاقة فظيعة لكن لا يريد أيٌ منهما الرحيل’’. قالت لانا دل راي أنها قبِلَتْ أن يلعب برادلي سويليو دور حبيبها لأنه يُذّكرها بحبيبها السابق تحديداً ذاك الذي تتحدث الأغنية عنه.

### الحبكة

يقتبس الفيديو مشاهد مِن كلاسيكيات أفلام النوار كالمشاهد الأيقونية لكشافات السيارة المشعّة في الليل.

يبدأ الفيديو بمشهدٍ تظهر فيه لانا دل راي عارية بين أحضان رجلٍ مغطى بالوشم (برادلي سويليو) وخلفهما العلم الأمريكي، يتبع ذلك مشهد لانضمام لانا دل راي مع حبيبها في رحلة بالسيارة وما أن يدخلا الاثنان السيارة حتى يبدأا بتدخين الماريجوانا وخلال الرحلة يتبين أن العلاقة بينهما مضطربة حيث ثمة مشادة طفيفة تبدأ بينهما، ثم يجذبها إليه ويؤشر بعنف إلى رأسها مشكلاً مسدساً بأصابعه، ثم يقرّب وجهها إليه عنوة - ويظهر أن لانا دل راي متضررة مما يحدث وعلامات الألم على وجهها- ويفلح الحبيب في النهاية في تقبيلها غصباً، ويقتبس الفيديو مشاهد مِن كلاسيكيات أفلام النوار كالمشاهد الأيقونية لكشافات السيارة المشعّة في الليل وفي طريق سريع مظلم، البعد الآخر للفيديو يدور داخل كنيسة (قصر فونتينبلو في فرنسا)، تركّز الكاميرا مبدئياً على الأيقونات في سقف الكنيسة ثم تهبط لنرى لانا دل راي جالسة على عرش، ورأسها متوج بإكليل الورد الجنائزي، ويظهر في النهاية الحبيب حاملاً جثة لانا دل راي الغارقة في الدماء بعد أن وقع حادث سيارة أدى إلى موتها، ويختتم الفيديو بالمشهد الافتتاحي.

### آراء النقاد
نال الفيديو استحسان النقاد، فقارن جايسون ليبشاتز الكاتب في مجلة بيلبورد مشاهد الفيديو بمشاهد فيديو أغنية "We Found Love" للمغنية الأمريكية ريانا، ووصفتْ آن لي الكاتبة في صحيفة Metro البريطانية الفيديو بأنه ‘‘مثير’’، وقال ماثيو بربتشورا الكاتب في مجلة رولينغ ستون: ‘‘الفيديو عظيمٌ في رؤيته وهو يُشبه الأغنية مِن حيث كونه يسرد حكاية علاقة رومانسية تعيسة’’، وعلّقت بيكي باين الكاتبة في موقع Idolator قائلة: ‘‘مِن الواضح أن شركة إنترسكوب لديها ثقة كبيرة في لانا دل راي، فالفيديو يبدو كما لو أنه صُوّر بميزانية تفوق بـ 15 ضعفاً ميزانية فيديو «Video Games»’’ وأضافتْ الكاتبة: ‘‘هل تتوقعون مِن أغنية تُسمى "Born To Die" [ولدنا لنموت] أن تنتهي بمشهد تظهر فيه لانا دل راي وحبيبها يتمشيان سوياً وسط غروب الشمس؟’’.

## الأداء الحيّ
أدتْ لانا دل راي الأغنية في مهرجان Bowery Ballroom الموسيقيّ حيث علّقتْ مجلة رولينغ ستون عن أداءها هناك قائلة: ‘‘بالرغم مِن أن لانا دِلْ راي كانت مُتوترة وقلقة إلا أنها غنّتْ بثقة كبيرة’’، كما أدتْ لانا دِلْ راي الأغنية في حفلٍ في فندق Chateau Marmont في لوس أنجلوس.

## قوائم المبيعات
| القائمة (2012)                                       | الترتيب |
| ---------------------------------------------------- | ------- |
| أستراليا (أريا تشارتس)                               | 34      |
| النمسا (أو3 النمسا توب 40)                           | 10      |
| بلجيكا (أولتراتوب)                                   | 14      |
| جمهورية التشيك (الاتحاد الدولي للصناعة الفونوغرافية) | 45      |
| الدنمارك (تراكليسن)                                  | 7       |
| فنلندا (تسجيلات فنلندا الرئيسية)                     | 13      |
| فرنسا (سنديكا ناسيونال دي ليديسيون فونوغرافيك)       | 13      |
| ألمانيا (جي إف كاي إنترتاينمنت تشارتس)               | 29      |
| أيرلندا (ترتيب أغاني أيرلندا)                        | 12      |
| هولندا (هولندا توب 40)                               | 89      |
| البرتغال (بيلبورد)                                   | 9       |
| اسكتلندا (أو سي سي)                                  | 10      |
| سلوفاكيا (الاتحاد الدولي للصناعة الفونوغرافية)       | 53      |
| أسبانيا (برودوكوتوريس دي ميوزيكا دي إسبانيا)         | 41      |
| السويد (سويرجتوبليستان)                              | 59      |
| سويسرا (سويس هيتبارادي)                              | 13      |
| بريطانيا (أو سي سي)                                  | 9       |
| الولايات المتحدة (بيلبورد)                           | 31      |

| القائمة (2012)                     | الترتيب |
| ---------------------------------- | ------- |
| فرنسا (SNEP)                       | 97      |
| بولندا (ZPAV)                      | 20      |
| بريطانيا (Official Charts Company) | 95      |

## الجوائز
| السنة | حفل الجوائز               | الجائزة              | النتيجة | المرجع |
| ----- | ------------------------- | -------------------- | ------- | ------ |
| 2012  | جوائز MTV للفيديو كليب    | أفضل إخراج فني       | رُشِّح     | [ 45 ] |
| 2012  | جوائز الموسيقى البريطانية | أفضل فيديو بوب دولياً | فوز     | [ 46 ] |

## تاريخ الإصدار
| البلد     | التاريخ        | الشكل                                    |
| --------- | -------------- | ---------------------------------------- |
| سنغافورة  | 30 ديسمبر 2011 | تحميل رقمي                               |
| لوكسمبورغ | 2 يناير 2012   | تحميل رقمي                               |
| فنلندا    | 2 يناير 2012   | تحميل رقمي                               |
| فرنسا     | 2 يناير 2012   | تحميل رقمي                               |
| النرويج   | 2 يناير 2012   | تحميل رقمي                               |
| برتغال    | 2 يناير 2012   | تحميل رقمي                               |
| أستراليا  | 3 يناير 2012   | تحميل رقمي                               |
| نيوزلندا  | 3 يناير 2012   | تحميل رقمي                               |
| السويد    | 9 يناير 2012   | تحميل رقمي                               |
| إسبانيا   | 10 يناير 2012  | تحميل رقمي                               |
| إيطاليا   | 17 يناير 2012  | تحميل رقمي                               |
| أيرلندا   | 20 يناير 2012  | تحميل رقمي                               |
| بريطانيا  | 22 يناير 2012  | تحميل رقمي                               |
| بريطانيا  | 23 يناير 2012  | 7" vinyl                                 |
| سويسرا    | 23 يناير 2012  | تحميل رقمي                               |
| النمسا    | 23 مارس 2012   | تحميل رقمي (Remixes EP)                  |
| ألمانيا   | 23 مارس 2012   | (CD (single) ،CD (Remixes EP، تحميل رقمي |